# Werner Stegmaier
Werner Stegmaier (* 19. Juli 1946 in Ludwigsburg) ist ein deutscher Philosoph. Er war Gründungsdirektor des Instituts für Philosophie der Universität Greifswald nach der Wende und von 1994 bis 2011 Inhaber des Lehrstuhls für Philosophie mit Schwerpunkt Praktische Philosophie. Er ist Autor der Philosophie der Orientierung (2008). Sein zweites großes Forschungsgebiet ist die Philosophie Nietzsches. Beide Forschungsgebiete sind verbunden in Nietzsche meets Luhmann. Orientierung im Nihilismus (2016).

## Leben
Nach dem Studium der Philosophie, Germanistik und Latinistik wurde Stegmaier unter der Betreuung von Karl Ulmer und Josef Simon 1974 an der Universität Tübingen promoviert. Er unterrichtete einige Jahre lang an Gymnasien, nahm daneben einen Lehrauftrag an der Universität Stuttgart wahr und wurde Wissenschaftlicher Mitarbeiter Josef Simons an der Universität Bonn, an der er sich 1990 mit der Schrift Philosophie der Fluktuanz. Dilthey und Nietzsche habilitierte. Seine Antrittsvorlesung widmete er Kants Abhandlung „Was heißt: Sich im Denken orientieren?“, von der aus er seine Philosophie der Orientierung entwickelte. Nach einer Lehrstuhlvertretung in Berlin ging er nach Greifswald, wo er weiterhin lebt.
Stegmaier begründete 1995 das Nord- und osteuropäische Forum für Philosophie, das mit den Instituten für Philosophie rund um die Ostsee in Kontakt trat, mit ihnen jährlich Sommerschulen veranstaltete und die philosophische Neuorientierung in den ehemals der Sowjetunion zugehörigen Ländern in einem DFG-Projekt „Empirische Philosophieforschung“ begleitete.
Von 1999 bis 2017 war Stegmaier Mitherausgeber und Schriftleiter der Nietzsche-Studien. Internationales Jahrbuch für die Nietzsche-Forschung sowie der Monographien und Texte zur Nietzsche-Forschung (beide im Verlag de Gruyter, Berlin/Boston). Er hat zahlreiche wissenschaftliche Tagungen zur Philosophie Nietzsches, zur Philosophie der Orientierung, des Zeichens und der Zeit, zur philosophischen Aktualität der jüdischen Tradition und zum Denken Nietzsches und Luhmanns veranstaltet. Die Philosophie der Orientierung hat u. a. in die Sportwissenschaft, die Sprachwissenschaft, die Musikwissenschaft, die Psychotherapie, die Architektur und die Theologie ausgestrahlt. Eine Übersetzung ins Englische ist in Vorbereitung. Zu ihrer Weiterführung wurde 2018 die Hodges Foundation for Philosophical Orientation in Nashville, Tennessee, errichtet.

## Denken
1. Substanz und Fluktuanz
Stegmaier erkannte in seiner Dissertation zur Substanz als Grundbegriff der Metaphysik, den nach ihm Aristoteles als Substanz-Akzidens-Relation, Descartes als Substanz-Substanz-Relation und Leibniz als Substanz-Relation-Relation fasste, dass die Substanz als Begriff des Beständigen im Sein ihrerseits im Fluss oder, wie Stegmaier es in seiner Habilitationsschrift zu Nietzsche und Dilthey nannte, eine Fluktuanz ist, eine Einheit, die mit der Zeit alle ihre Merkmale austauschen und damit ihre Identität völlig verändern kann. Mit Friedrich Nietzsche und Wilhelm Dilthey, die philosophisch Charles Darwins Evolutionsgedanken aufgenommen hätten und so wenig wie an konstante biologische Arten noch an sich bestehendes bleibendes Allgemeines glauben wollten, stellte Stegmaier alles philosophische und wissenschaftliche Denken konsequent unter die Bedingung der Zeit und setzte sich dabei auch mit Alfred North Whitehead auseinander. 
2. Von der jüdischen Tradition zur Philosophie der Orientierung
Mit Emmanuel Levinas und Jacques Derrida, denen er zahlreiche Beiträge widmete, erarbeitete sich Stegmaier die der europäischen Philosophie, soweit sie sich von den Griechen herleitete, weitgehend fremd gebliebene jüdische Tradition, die die Tora als Quelle immer neuer Orientierung versteht. Der philosophische Begriff der Orientierung, den zuerst Moses Mendelssohn, Jude und einer der berühmtesten Aufklärer seiner Zeit, ins Spiel brachte, den nach dessen Tod Kant in seiner Abhandlung „Was heißt: Sich im Denken orientieren?“ aufnahm und der seither wie kaum ein anderer philosophischer Begriff in den alltäglichen Sprachgebrauch der meisten europäischen Sprachen, aber auch vieler anderer eingegangen ist, wurde in Stegmaiers Hauptwerk Philosophie der Orientierung zum Grundbegriff einer neuen Philosophie der Gegenwart. Er beherrscht heute angesichts immer neuer Orientierungskrisen sowohl im privaten als auch im öffentlichen Bereich die Debatte, bisher, ohne besonders aufzufallen. Er wird, besonders in der Philosophie, aber auch in den Wissenschaften, regelmäßig zur Definition anderer Begriffe gebraucht, ohne selbst definiert zu werden. Er wird auch für seine eigene Analyse (Orientierung über Orientierung) schon vorausgesetzt und ist so ein Letztbegriff, bei dem man wieder ankommt, wenn man hinter ihn zurückzugehen versucht. Selbstbezüglich ist er auch in der Sache: Orientiert man sich in einer Situation, verändert sich dadurch schon die Situation, und die neue Situation macht wieder neue Orientierung notwendig. Da jede Situation aber anders ist, sind allgemeingültige Orientierungen nicht zu erwarten. 
Orientierung geht nach Stegmaier allem Denken und Handeln voraus, und daher muss und kann alles Denken und Handeln von ihr und ihren spezifischen Strukturen her gedacht werden. Sie strukturiert sich selbst anhand von Anhaltspunkten, die sie nach ihren eigenen Bedürfnissen den Situationen ihrer Umwelt entnimmt. Sie ordnet sie von einem jeweiligen Standpunkt aus in einem jeweiligen Horizont in einer jeweiligen Perspektive zu wiedererkennbaren Mustern und kürzt diese in Zeichen ab, durch die Kommunikation und damit Orientierung an anderer Orientierung möglich wird. Anhaltspunkte und Zeichen lassen jedoch stets Spielräume der Interpretation, die jede Orientierung auf ihre Weise ausfüllt; man orientiert sich stets ‚an‘ etwas, also in individuellen und situativen Spielräumen. Halt finden Orientierungen nach Stegmaier nicht in einem an sich bestehenden Allgemeinen, sondern in Routinen, die sich mit der Zeit einspielen und so selbstverständlich werden können, dass sie nicht mehr auffallen und dem Bewusstsein entschwinden. So entlasten sie die Orientierung. Das Denken, bei dem die traditionelle Philosophie fraglos angesetzt hat, setzt bei Störungen von Routinen, darunter auch sprachlichen Routinen, ein; es distanziert vom Selbstverständlichen und schafft sich eigenen Halt in eigenen Ordnungen, unter anderem der Logik, die dann die Logik einer bestimmten Art von Orientierung, darunter der wissenschaftlichen, nicht die der Welt ist. 
Die Orientierung an anderer Orientierung bleibt (hier nimmt Stegmaier eine Denkfigur von Talcott Parsons und Niklas Luhmann auf) doppelt kontingent: Der Andere kann in der Interaktion und Kommunikation immer anders reagieren, als der Eine erwartet, und beide wissen das. Von dieser doppelten Kontingenz müssen realistischerweise alle gesellschaftlichen Ordnungen (nach Luhmann Funktionssystemen der Kommunikation der Gesellschaft) ausgehen. Stegmaier zeigt, wie das in der Wirtschaft, in der Politik, im Recht, der Wissenschaft, der Kunst und der Religion geschieht, wie sie ihrerseits orientieren und wie sich der Einzelne wieder an ihnen orientiert. Sie professionalisieren jeweils bestimmte Orientierungsbedürfnisse. In der Ethik lassen sich die moralische Orientierung als Selbstbindung durch allgemeine Normen und Werte von der ethischen Orientierung als Reflexion solcher Selbstbindungen und dem Verzicht auf Allgemeinheit und Gegenseitigkeit unterscheiden: so kommen allseits hochgeschätzte, von der bisherigen Moralphilosophie aber wenig beachtete Tugenden wie Aufgeschlossenheit und Unbefangenheit, Wohlwollen und Freundlichkeit, Takt, Vornehmheit und Güte zu ihrem Recht. Stegmaier zeigt schließlich, wie durch Standardisierung Weltorientierung in globaler Kommunikation denkbar wird, wie die traditionelle Metaphysik als Modus der Orientierung verstanden werden kann und welche Bedeutung der Tod für die Orientierung hat.
3. Nietzsche-Forschung
In der Nietzsche-Forschung, in der er großen Einfluss gewonnen hat, ist Stegmaier besonders mit der These hervorgetreten, dass es sich bei den berühmten Lehren vom Übermenschen und von der ewigen Wiederkehr des Gleichen, die Nietzsche seinem Zarathustra als dem Helden einer Lehrdichtung in den Mund legt, und auch bei der Lehre vom Willen zur Macht um „Anti-Lehren“ handelt, die hinter die Annahme von an sich bestehendem Allgemeinem zurückgehen. Nach Stegmaier haben sie darin ihre Einheit. Mit der von ihm so genannten kontextuellen Interpretation, die die philosophischen Gehalte bei Nietzsche stets im Zusammenhang mit ihren schriftstellerischen Gestalten versteht, hat er ein methodisches Paradigma für die Nietzsche-Forschung geschaffen, das er selbst am V. Buch von Nietzsches „Fröhlicher Wissenschaft“ umfassend exemplifiziert hat und das seither stark beachtet wird. Zuletzt hat er in zahlreichen Beiträgen gezeigt, wie Nietzsches philosophische Grundentscheidungen mit Luhmanns soziologischer Systemtheorie für das 21. Jahrhundert weitergedacht werden können.

## Werke

### Monographien (Auswahl)
- 1977: Substanz. Grundbegriff der Metaphysik. Stuttgart-Bad Cannstatt: Frommann-Holzboog 1977, 232 S.
- 1987: (zusammen mit Karl Ulmer und Wolf Häfele) Bedingungen der Zukunft. Ein naturwissenschaftlich-philosophischer Dialog. Stuttgart-Bad Cannstatt: Frommann-Holzboog 1987, 247 S.
- 1992: Philosophie der Fluktuanz. Dilthey und Nietzsche (Habilitationsschrift Bonn 1990). Göttingen: Vandenhoeck & Ruprecht 1992, 413 S.
- 1997: Interpretationen. Hauptwerke der Philosophie. Von Kant bis Nietzsche. Stuttgart: Reclam, 464 S.
- 2008: Philosophie der Orientierung. Berlin/New York: de Gruyter 2008, 804 S.
- 2009: Levinas. Reihe Meisterdenker. Freiburg/Basel/Wien: Herder 2002, 224 S., Neudruck Hamburg: Junius, 249 S.
- 2011: Nietzsche zur Einführung. Hamburg: Junius, 212 S.
- 2012: Nietzsches Befreiung der Philosophie. Kontextuelle Interpretation des V. Buchs der Fröhlichen Wissenschaft. Berlin/ Boston: de Gruyter, 754 S.
- 2016: Luhmann meets Nietzsche. Orientierung im Nihilismus. Berlin/Boston: de Gruyter, 436 S.
- 2018: Europa im Geisterkrieg. Studien zu Nietzsche. Hrsg. von Andrea Bertino. Cambridge: Open Book Publishers, 638 S. (open access)
- 2021: Formen philosophischer Schriften zur Einführung. Hamburg: Junius, 2021, 288 S.

### Herausgeberschaften (Auswahl)
- 1992 (Hrsg., mit Tilman Borsche): Zur Philosophie des Zeichens. Berlin/New York: de Gruyter, 231 S.
- 1993 (Hrsg., mit Gebhard Fürst): Der Rat als Quelle des Ethischen. Zur Praxis des Dialogs, Stuttgart: Akademie der Diözese Rottenburg-Stuttgart, 132 S.
- 1997 (Hrsg., mit Daniel Krochmalnik): Jüdischer Nietzscheanismus. Berlin/New York: Walter de Gruyter, 476 S.
- 1998–2000 (Hrsg., mit Josef Simon): Zeichen und Interpretation IV-IV. Frankfurt am Main: Suhrkamp, je ca. 300 S.
- 2000 (Hrsg.): Europa-Philosophie. Berlin/New York: Walter de Gruyter, 194 S.
- 2000 (Hrsg.): Die philosophische Aktualität der jüdischen Tradition. Frankfurt am Main: Suhrkamp, 517 S.
- 2004 (Hrsg.): Felix Hausdorff, Philosophisches Werk. Heidelberg: Springer, XX + 920 S.
- 2005 (Hrsg.): Orientierung. Philosophische Perspektiven. Frankfurt am Main: Suhrkamp Verlag, 362 S.